# Mouth Music
Mouth Music ist eine britische Musikgruppe aus Edinburgh. Der Bandname entspricht der englischen Bezeichnung für Puirt a beul, dem klassischen gälischen Sprechgesang.
Mouth Music verarbeitet sehr häufig traditionelle gälische Sprechgesänge, die neu arrangiert und mit Elementen aus dem Jazz, Pop, Ambient und der Weltmusik kombiniert werden. Neben den Arrangements finden sich auf den Alben auch Eigenkompositionen des Bandleaders Martin Swan.

## Geschichte
Mouth Music wurde um 1990 in Edinburgh von Talitha MacKenzie (Gesang) und Martin Swan (Gesang, Geige, Synthesizer), gegründet. Im Jahr 1991 erschien dann – unter Mithilfe von Martyn Bennett – das erste Album mit dem Titel Mouth Music, welches gleich den Spitzenplatz der Billboard Top World Music Albums Charts eroberte.
Nachdem Talitha MacKenzie die Band für eine Solo-Karriere verlassen hatte, nahm Martin Swan gemeinsam mit Mairie MacInnes und einigen anderen Musikern 1992 die EP Blue Door Green Sea auf. Noch im selben Jahr kam es dann zur Neugründung der Band als Quintett, und das 1993 erschienenen Album Mo-Di schaffte es auf Platz zwei der Billboard Top World Music Albums Charts.
Nach diesen drei Werken, in welchen hauptsächlich traditionelle gälische Sprechgesangsstücke mit afrikanischen Rhythmen und elektronischen Klängen arrangiert wurden, kam es zu einer Neuausrichtung der Band. 1995 erschien dann das stark vom Pop beeinflusste Album Shorelife.
Sechs Jahre später – nach einer neuerlichen Umstrukturierung und musikalischen Neuausrichtung – erschien dann das Album Seafaring Man.
Mit der CD The Scrape (2003) definierte sich die Band dann als reine Instrumentalband, die den klassischen irischen und schottischen Instrumenten verpflichtet war.
Ihr bislang letztes Werk The Order of Things nimmt Anleihen aus dem Jazz und erschien 2005.

## Diskografie
- 1991: Mouth Music (Album)
- 1992: Blue Door Green Sea (EP)
- 1993: Mo-Di (Album)
- 1995: Shorelife (Album)
- 2001: Seafaring Man (Album)
- 2003: The Scrape (Album)
- 2005: The Order of Things (Album)